# Lawrence Krauss
Lawrence Maxwell Krauss (født 27. maj 1954 i New York City) er en amerikansk teoretisk fysiker og kosmolog, der er professor ved Arizona State University. Han er desuden forfatter af flere bøger, som f.eks. The Physics of Star Trek

## Udvalgt bibliografi
- The Fifth Essence (1991) ISBN 978-0-465-02375-2
- Fear of Physics: A Guide for the Perplexed  (1994) ISBN 0-465-02367-3
- The Physics of Star Trek (1995) ISBN 0-465-00559-4
- Beyond Star Trek: Physics from Alien Invasions to the End of Time (1998) ISBN 978-0-06-097757-3
- Quintessence: The Search for Missing Mass in the Universe (2000) ISBN 0-465-03741-0
- Atom: An Odyssey from the Big Bang to Life on Earth...and Beyond  (2002) ISBN 0-316-18309-1
- Hiding in the Mirror: The Mysterious Allure of Extra Dimensions, from Plato to String Theory and Beyond (2005) ISBN 0-670-03395-2
- A Universe from Nothing: Why There Is Something Rather Than Nothing (2012) ISBN 978-1-4516-2445-8
- The Greatest Story Ever Told...So Far (2017) ISBN 978-1-4767-7761-0